# Rally van Ierland
De Rally van Ierland, formeel Rally Ireland, was de Ierse ronde van het wereldkampioenschap rally. Het evenement werd in 2005 door Motorsport Ireland voor het eerst georganiseerd en kreeg in het 2007 seizoen de WK-status. Door een rotatiesysteem van de FIA ontbrak de rally op de kalender van 2008, maar keerde in het 2009 seizoen terug als seizoensopener. Hierna verdween het echter weer van de kalender en is sindsdien niet meer verreden. De bekendste rally van Ierland, de Circuit of Ireland, voorheen een ronde van zowel het Brits als Europees rallykampioenschap, stond los van dit evenement.

## Lijst van winnaars
| Editie | Seizoen | Rijder          | Navigator    | Auto                 |
| ------ | ------- | --------------- | ------------ | -------------------- |
| 4      | 2009    | Sébastien Loeb  | Daniel Elena | Citroën C4 WRC       |
| 3      | 2007    | Sébastien Loeb  | Daniel Elena | Citroën C4 WRC       |
| 2      | 2006    | Eugene Donnelly | Paul Kiely   | Toyota Corolla WRC   |
| 1      | 2005    | Matthew Wilson  | Michael Orr  | Ford Focus RS WRC 02 |